# Hamzah Awang Amat
Pour les articles homonymes, voir Awang et Amat.
Hamzah Awang Amat, né en 1940 et mort le 1er janvier 2001, est un dalang de Wayang kulit (artiste de théâtre d'ombres malaisien). Son père, qui était aussi un dalang, commence à le former très jeune. En 1959, il devient un joueur dans la troupe de dalang Omar Yunus. 
C'est un virtuose du Wayang Kulit Kelantan (théâtre d'ombres malaisiennes). Il a contribué à faire connaître cet art traditionnel. En 1971, le gouvernement malaisien l'envoie dans 10 pays en Afrique et Europe. 
Il se consacre également à la formation des successeurs. Il enseigne comme professeur invité à l’université nationale d’art.  

## Distinction
- Prix de la culture asiatique de Fukuoka en 2000